# 劉鋹
劉 鋹（りゅう ちょう）は、十国南漢の第4代（最後）の皇帝。後主と呼ばれる。もとの諱は継興。

## 生涯
第3代皇帝の中宗劉晟の長男として生まれる。乾和16年（958年）の父の崩御により、皇帝として即位した。猜疑心が非常に強く、讒言を信じて名将の邵廷琄や多数の文官を粛清し、その代わりに宦官を多く登用した。その結果、南漢の要職の多くが宦官で占められるという有様であった。
劉鋹は、優れた文官や優秀な仏教や道教の学者など国家にとって必要な人材がいると、まず去勢させてから用いたと言われるほどの宦官信奉者で、このときに重用された宦官には龔澄枢・陳延寿・李托などがいた。この頃、進士試験を首席で合格した者は自宮させられた、という話も伝えられている。
このような状態が続いたために人心は乖離し、大宝14年（971年）に宋の太祖趙匡胤が侵攻してくると、わずかに抵抗しただけで財宝を持ち出して逃亡しようとした。ところが、信任してきた宦官によって財宝は持ち逃げされ、劉鋹は宋軍の捕虜となった。劉鋹の捕縛によって、南漢は領土を宋に併呑されて滅亡した。後主をはじめとした一族は京師（開封）に移され、王侯として遇された。劉鋹は宋の左千牛衛大将軍・恩赦侯とされた。
宋に降ってしばらく後のこと、劉鋹は太祖から酒を賜った。かつて毒酒で臣下を殺したことのある劉鋹は、太祖が自分を毒殺しようとしているのではないかと恐れ、大いに哭いた。太祖は笑って自らその杯を取って飲み、劉鋹は大いに恥じ入った。
開宝8年（975年）には左監門衛上将軍・彭城郡公に封ぜられ、太平興国元年（976年）に太宗が即位すると、衛国公に封ぜられた。太平興国5年（980年）に死去した。享年39。死後には南越王に追封された。

## 宗室

### 父母
- 父：劉晟（中宗）

### 男子
- 劉守節
- 劉守正
- 劉守素
- 劉守通